# Polaco (jargão)
Polaco é uma alcunha empregada a Espanha por definir os catalães ou a sua língua. Tem conotações bastante despectives e padeceu um notável auge a meados de século XX  -sobretudo durante o franquismo- por sectores falangistas, militares ou nacionalistas espanhóis. Na atualidade emprega-se col·loquialment, e trata-se em todo caso de um adjetivo politicamente incorreto que se pode interpretar como um insulto.